# Taphropeltus contractus
Taphropeltus contractus ist eine Wanze aus der Familie der Rhyparochromidae.

## Merkmale
Die Wanzen werden 3,2 bis 3,7 Millimeter lang. Die Arten der Gattung Taphropeltus sind an ihrem hinter den Facettenaugen eingeschnürten Kopf erkennbar. Die sehr ähnliche Art Taphropeltus hamulatus unterscheidet sich von Taphropeltus contractus durch ihre dunklere Färbung und verhältnismäßig größeren Fühler. Außerdem ist die Art etwas kleiner.

## Verbreitung und Lebensraum
Die Art ist in Europa, ohne den hohen Norden verbreitet und tritt im Süden bis nach Nordafrika und nach Osten bis zum Kaukasus auf. In Mitteleuropa ist die Art weit verbreitet und ist im Süden nicht selten. Nördlich der Mittelgebirgsschwelle tritt sie jedoch nur lokal auf. In den Alpen findet man die Art nur in wärmeren Tälern. Die Art besiedelt als Bodenbewohner offene bis halbschattige, trockenwarme Lebensräume.

## Lebensweise
Die Tiere klettern nur während der Paarungszeit im Frühsommer auf die Pflanzen und halten sich sonst nur in der Bodenstreu und unter Pflanzenrosetten, Moosen oder Steinen auf. Sie saugen an den Samen von krautigen Pflanzen und Gehölzen.

## Belege